# Дослідницький центр П'ю
Дослідницький центр П'ю (англ. Pew Research Center) — дослідницький центр, що знаходиться у Вашингтоні. Надає інформацію про соціальні проблеми, громадську думку і демографічні тенденції, які формуються в США і світі. Також проводить опитування громадської думки, демографічні дослідження, контент-аналіз та інші соціальні дослідження. Дослідницький центр П'ю, згідно з його заявами, не займає політичних позицій і є дочірньою компанією благодійних фондів П'ю. 

## Історія
1990 року Times Mirror Company заснувала дослідницький центр Times Mirror Center for the People & the Press. Оскільки головним спонсором центру 1996 року стали благодійні фонди П'ю, його перейменовали у Pew Research Center for the People & the Press. 
2004 року створений Pew Research Center. 2013 і 2014 років у організації змінювалися керівники.

## Фінансування
Дослідницький центр П'ю — некомерційна організація, звільнена від податків. Є дочірньою організацією Благодійних фондів П'ю. Для своїх досліджень, пов'язаних із релігією, фонд залучає спонсорські гроші. 

## Наукові напрямки
Центр веде дослідження за дев'ятьма напрямками: 
- Політика США
- Журналістика та ЗМІ
- Інтернет і технології
- Наука і суспільство
- Релігія і суспільне життя
- Іспаномовний світ
- Глобальні тенденції
- Соціально-демографічні тенденції
- Методологія досліджень